# Iniema (przystanek kolejowy)
Iniema (ros. Инема) – przystanek kolejowy w pobliżu miejscowości Iniema, w rejonie łodiejnopolskim, w obwodzie leningradzkim, w Rosji. Położony jest na linii Janisjarwi – Łodiejnoje Pole.
Dawniej stacja kolejowa znajdująca się na wysokości osiedla Iniema, zlikwidowana w XXI w. Przystanek powstał w 2021. Zlokalizowano go ok. 1,5 km na wschód (w stronę Łodiejnojego Pola) od terenu byłej stacji.

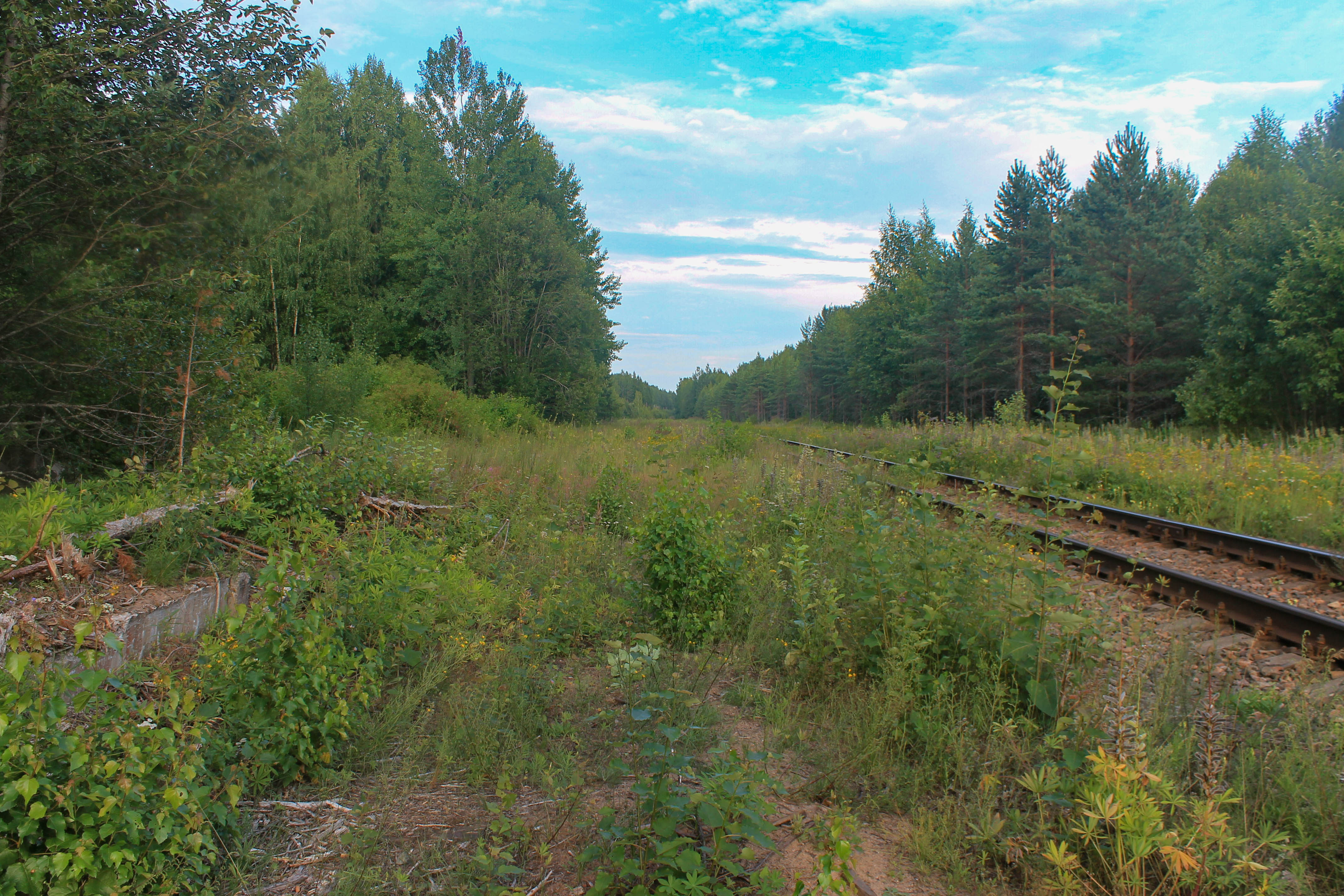
teren po dawnym torowisku stacji